# 大阪心斎橋通り魔殺人事件
大阪心斎橋通り魔殺人事件（おおさかしんさいばしとおりまさつじんじけん）とは、2012年（平成24年）6月10日に大阪府大阪市中央区の心斎橋において発生した通り魔事件。
大阪ミナミ通り魔事件、ミナミ通り魔事件とも呼ばれる。

## 概要

### 事件発生
2012年（平成24年）6月10日午後1時頃、大阪府大阪市中央区東心斎橋の路上で当時36歳の男Iが包丁で通行人を襲い、2人を殺害した。路上に倒された南野信吾（当時42歳）は助けを求めたが、Iは無言のまま何度も刺し続けた。続いて、Iは逃げる観衆の中から被害者A（当時66歳）を何度も刺し、被害者Aが動かなくなると、再び南野に馬乗りになって刺し続けた。
駆けつけた府警南署員が現場にいたIに事情を聴いたところ、2人を刺したことを認めたため、殺人未遂容疑で現行犯逮捕し、その後、殺人容疑に切り替えた。Iは「誰でもいいから刺したかった」という趣旨のことを話していたという。

### 犯行の動機
Iは動機について、「刑務所から出所したが、社会に自分の居場所がなかった」「自殺するつもりだったが死にきれなかった。人を殺せば死刑になると思って行きずりに人を刺した」と供述している。ただ、「事件前日に幻聴が聞こえ、包丁を買った」との供述もあり、大阪地検は同年7月13日から10月15日にかけてIの精神鑑定を実施した。「幻想や妄想があった」との結果が出たが、責任能力に問題はないとしてIを起訴した。

## 加害者I
本事件の犯人であるIは1975年（昭和50年）6月21日に栃木県で3人兄弟の三男として材木商を営む両親の間に生まれた。母親はIが幼少期の頃に亡くなり、2人の兄とは10歳以上歳が離れていて、Iが小学生だった時には独立したため、以後は父親と暮らしていた。
学校記録等によると、Iは幼少時から小学生になるまではおおむね活発と見られていたものの、Iが小学生になると自分の言い分が通らないと大声を出したり、乱暴しようとしたりするなどの評価を受けている。また、中学生の時にも言動が粗野である等の評価をされている。Iは中学校入学後、中学1年生の時は勉強や部活動に熱心に取り組んでいたが、中学2年生の頃から不良と絡むようになったり、喫煙や窃盗などの問題行動が見られるようになり、Iが中学3年生の頃にはシンナーの吸引を始めた。
高校に入学して間もないうちに校内での暴力行為などが問題となり、謹慎処分を受けた。その頃からIはシンナーを毎日のように吸うようになり、21歳頃までシンナーの吸引を続けていた。さらに16歳、17歳の頃には大麻の使用も始め、これも26歳頃まで続けていた。
高校1年生の夏休みからは内装のアルバイトを始め、その後すぐに高校を中退した。内装の仕事は真面目にしていたが、暴走族に加入して18歳頃には総長となり、暴走族を引退した後の19歳頃には暴力団組員となった。また、Iが17歳の時の1992年9月にはシンナーや傷害の事件で検挙され、観護措置を経て保護観察の処分を受けた。
17歳の頃に当時交際していた女性と同棲生活を始めたが、その頃から女性に対し殴る蹴るなどの暴行を毎日のように振るっていた。20歳の時には女性が妊娠し、21歳の時には子供が産まれて女性と入籍した後も変わらずに暴力を振るっていたために、Iが22歳の時に離婚した。
23歳の時に父親が倒れて入院し、以後は再び父親と同居するようになり、その頃から内装業の仕事をするようになった。
19歳の時から覚醒剤の使用を始め、1 - 2年間は毎日のように使用し、その後やめたものの、Iが25歳から26歳の時に再開し、27歳の頃には覚醒剤を使う頻度が増えていった。その影響からか、Iは20歳後半になる頃までに「暴力団E会総裁のEは自分のおじであり、自分は裏で日本を支配している『偉大なる不二家（）』の跡目である」といった妄想が形成され、事件の第一審まで妄想が変化していない。
28歳から29歳の頃からはお経や子供の泣き声の幻聴が聞こえるようになり、さらには「腕立て伏せをしろ」「下の家に行け」といった自分自身に対して命令する幻聴まで聞こえるようになっていた。Iはこの幻聴が覚醒剤を多用しているせいで発生しているものだと自覚していたが、これから逃れるためにさらに覚醒剤の量を増やしていった。
30歳の時である2006年2月、当時Iは父親と自宅アパートの2階に住んでいたが、「下に行け」という幻聴が聞こえたためにアパート1階の別の部屋を訪れ、住民に通報された。そしてその際に覚醒剤の使用が発覚したために同年4月には覚醒剤使用および所持の罪で懲役1年6か月（執行猶予3年）の判決を言い渡された。
この判決を受けた後、上記のアパートの部屋に戻ったが、その1か月半後には覚醒剤の使用を再開。同年6月には下の部屋から物音が聞こえたり叫び声が聞こえたとして、下の部屋に行って苦情を言ったためにまたもや住民に通報され、覚醒剤使用が発覚した。そして同年9月には懲役1年4か月の実刑判決を受け、服役することとなった。服役中にはケンカによる口論で5回懲罰を受けている。
2009年6月に服役を終えて、再び内装業の仕事を始めたが、翌年の2010年5月初め頃にはまたもや覚醒剤を購入し、3回に分けて使用した。そして同月15日に「下の部屋に行けば不二家のことについて話が通っている」という幻聴に従い、下の部屋に行ったところ、同部屋の住民から「警察を呼ぶ」と言われたために車で逃走した。そして「市役所に行け」という幻聴に従って市役所に行き、さらに「市長に会えばB（父親の名前）の事で話が通っている」などの幻聴を聞き、市役所に居た警備員に市長に会わせるように求めたが、今日は会えないと言われたために警備員に暴行を振るい逮捕された。そして2010年8月には懲役1年10か月の実刑判決を受けて、再び服役することとなった。Iは服役中、精神薬を処方されていた。

### 事件までの経緯
Iは2012年5月24日に刑務所を出所後、宇都宮市に行き、元の雇用主であったA（Iが以前に働いていた内装業の経営者）に電話をかけて再雇用を頼むも断られ、別の就職先を紹介されたが、行く気にはならなかった。その後、保護観察所に行ったものの、施設はいっぱいと言われ、結局はIの身元引受人になっていたダルクに連絡を取り、同県内にあるダルクの施設に入所することとなった。しかし、ダルクの職員から自身の銀行預金で医療費を払うことなどを求められたことから、同年6月8日に同施設を退所した。その際、精神薬を持ち出すことが許されなかったので以後は精神薬を服用していなかった。
同日午後には醤油店を営む親戚宅へ行き、働かせて欲しいと頼んだものの、人手は足りているなどとして断られ、長兄や次兄に連絡を取ってもらったが、長兄からはダルクに戻るよう言われ、その日は心配してくれた親戚の近くの旅館に宿泊した。
Iは前回の服役中に知り合ったCから「一緒に仕事をしよう」という手紙を受け取っていたことから、その日の夜にはCに電話をかけ、大阪にいるCの元へ行くことにした。
翌日の9日には大阪に着き、迎えに来ていたCやその知人のDと合流し、C宅などでCから仕事の話を聞いたが、仕事の内容が「クレジットカードを作って現金を入れる」「西成で覚醒剤を売る」といったあやしげな話ばかりだった。
同日夜から翌日10日未明までCやその知人と飲食したり、酒を飲んだりしていたが、その途中でIは「刺せ刺せ」という幻聴が聞こえ始め、Cから「どうしたんだ」と言われたが、Iは「なんでもないですよ」と答えた。
Iは午前3時から午前5時に横になったが眠れず、自殺しようか、栃木に帰ろうか、声に従おうかを考えていると「刺せ刺せ」という声がさらに強い調子になっていった。
同日10時頃から11時頃に体を起こし、起きてからしばらくすると「包丁買え」という声が聞こえてきた。Iは自分の頭の中に聞こえてきた声なのは分かっていた。そしてCが外出し、Dが買い物に出た時には紹介された仕事もろくなものではなかったという思いから自殺を考えたが、自殺は出来なかった。
昼前頃にはDと外出し、弁当を買ってC宅に戻ったが、その際にIは急に栃木に帰って生活保護を受けたいという思いが強くなり「栃木に帰りたい」と言い始め、12時過ぎ頃にはDに付近の駅を教えてもらい、C宅を出た。
そしてIは付近のコンビニエンスストアのATMでほぼ全額の17万円を引き出して店を出たが、自殺をしたいという気持ちが大きくなり、付近のスーパーマーケットに寄った後にデパートに行き、同日12時50分頃に同店7階にて鎌型包丁1本を購入した。
デパートを出て同店南側の東西を通じる通称A通りを東に歩き、南北に通じるB筋との交差点を右に曲がってB筋を南に進んだ際、路地のような場所があり、ここで包丁を取り出して刃先を腹に向けたものの、刺すことはできなかった。B筋を北に歩いて同交差点に至り、さらにB筋を北に進んで、持っていたボストンバッグを地面に置き、包丁が入った紙袋に手を入れ、そのまま30秒間しゃがみこんだ。
「刺せ刺せ」という声は次第にどんどん激しくなり、自殺もできなかったことから声に従ってしまおうと考え、同日13時頃、その紙袋を持って立ち上がり、B筋を南に進んで上記交差点を右に曲がり、A通りを西に進んだ後、同日13時1分頃、紙袋から取り出した包丁を持ち、通行中の被害者に突進し、本事件が発生した。

## 刑事裁判
2015年（平成27年）5月25日、被告人Iの裁判員裁判の初公判が大阪地裁（石川恭司裁判長）で開かれた。Iは公判で起訴内容を認め「『刺せ』という幻聴に従おうと思った」と動機を説明した上で、「取り返しのつかないことをした」と謝罪した。争点は刑事責任能力の程度と量刑に絞られていた。同年6月18日、検察側は幻聴の影響は乏しく、完全責任能力があったとし「殺人の中でも悪質で残虐性が高く結果も重大」として被告人Iに死刑を求刑した。一方、弁護側は「覚醒剤の後遺症による幻聴に強く影響されている」として、犯行当時は心神耗弱状態だったと反論し、死刑回避を求めた。

### 第一審
2015年（平成27年）6月26日、大阪地方裁判所（石川恭司裁判長）は「無差別殺人は極めて残虐で、死刑を回避する理由が見いだせない」とし求刑どおり被告人Iに死刑判決を言い渡した。後にIは「死刑が怖くなった」という理由から、控訴を懇願するようになる。

### 控訴審
2017年（平成29年）3月9日、大阪高等裁判所（中川博之裁判長）は自己中心的ではあるものの精神障害の影響を認めると共に、これまでに死刑判決が適用された無差別通り魔殺人とは異なるとして、一審の死刑判決を破棄し、被告人Iに無期懲役を言い渡した。この判決に対し、検察側に同席していた遺族はぼうぜんとして頭を抱え、傍聴席からはブーイングのようなどよめきが起きた。
その後、被告人と検察は最高裁判所に上告した。

### 上告審
2019年（令和元年）12月2日、最高裁第一小法廷（小池裕裁判長）は、検察・弁護側双方の上告を棄却した。これでIの無期懲役判決が確定した。第一審の裁判員裁判で死刑判決が出て、それが破棄された6例目となる。
小池裁判長は無差別殺人の残虐性と刑事責任の重さは認めつつ、2審判決が甚だしく不当とは言えないとの判断を下している。また、被告に覚醒剤中毒の後遺症による幻聴が原因で、計画性のない衝動的な犯行であったことも、生命軽視の度合いが甚だしく顕著だったとまでは言えないと結論付けている。
また、弁護側は死刑判決について審理させる裁判員裁判制度についての違憲性を主張していたが、最高裁判例から合憲として棄却している。
第一審の裁判員裁判で死刑判決が出たのは、本件で6例目となるが、上述のように6件とも上告で死刑判決が破棄されている。裁判員裁判の趣旨は「国民の常識を反映させる」ことであるが、法曹界にその意思がないのではないか、「シロウトに口出しはさせない」という意志があるのではないかという意見もある。

## 事件後
死亡した被害者の1人、南野信吾は音楽プロデューサーであり、自らバンド活動も行っていた。
バンド仲間は事件以降、毎年東京都内で追悼ライブを開催していたが、2020年は新型コロナウイルス感染症の流行のため、無観客での追悼ライブ配信を行った。